# Belagerung des Sanjō-Palastes

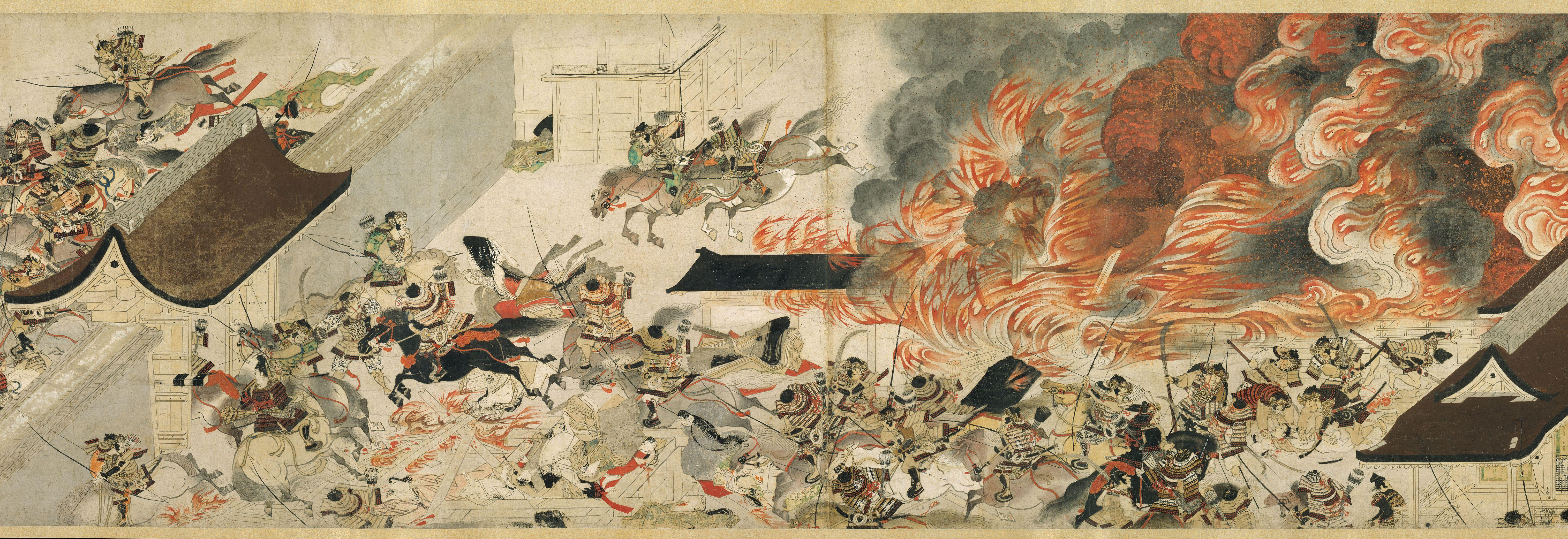
Der nächtliche Angriff auf den Sanjō-Palast (Detail aus einem Rollbild)

Die Belagerung des Sanjō-Palastes in Kyōto vom 19. Januar bis 5. Februar 1160 war die wichtigste militärische Auseinandersetzung der Heiji-Rebellion von 1159/1160. Zu Beginn des Januar 1160, nachdem der am Kaiserhof einflussreiche Taira no Kiyomori Kyōto mit seiner Familie zu einer Pilgerreise verlassen hatte, sahen Fujiwara no Nobuyori und Minamoto no Yoshitomo die Gelegenheit gekommen, die ihnen genehmen Änderungen in der Regierung vorzunehmen. Mit etwa 500 Mann griffen sie bei Nacht den Sanjō-Palast an, in dem der zurückgetretene Kaiser Go-Shirakawa lebte. Anschließend zündeten sie den Palast an. Go-Shirakawa wurde in den Kaiserpalast gebracht und dort zusammen mit dem regierenden Kaiser Nijō, der ebenfalls ihre Feinde, die Taira und Fujiwara no Michinori, unterstützte, gefangen gehalten.